# 朱知燫
庆成安穆王朱知燫（1496年8月28日—1569年11月14日），別號竹溪，明朝庆成恭裕王朱表𣡵庶长子，生母汪氏，明朝第五代庆成王。

## 生平
弘治十四年（1501年）正月赐名。
其祖父朱奇湞喜歡與士大夫交遊，其父朱表𣡵則深居簡出，朱知燫常年侍奉祖父，內贊決府事，外應酬賓客。縉紳先生之屬，溫文恭遜。
朱知燫的叔父镇国将军朱表杜性贪戾，在朱表𣡵等候袭封为庆成王期间，诬奏朱表𣡵父子烝淫大恶、抑勒宗室、奏请横索军校月粮等事。朱知燫也上奏揭发朱表杜等的丑事，明世宗诏下抚按官勘问，涉及宫闱的由司礼监官张进前去调查，查得实情，嘉靖十三年（1534年）十一月，削朱表杜为庶人。
嘉靖二十六年（1547年），朱表𣡵上奏自己七十四岁，王妃张氏七十岁，王妃无出，请求以庶长子镇国将军朱知燫为庆成长子，朱知燫嫡长子辅国将军朱新𡐾为庆成长孙。礼部上奏，嘉靖二十八年（1549年）七月，世宗准许。
嘉靖三十九年（1560年）二月，朱表𣡵去世；嘉靖四十一年（1562年）十月，世宗命武安侯鄭崑等為正使、翰林院檢討陸泰等為副使，持節冊封朱知燫為慶成王，夫人王氏為慶成王妃。
朱知燫即位後，以寬厚為體，明恕行之，如敬老恤貧，弔喪問疾，拯難雪冤，宗族以下無不蒙起恩惠。正義凜然，強宗而抵於法，幽囚流辟，至伏誅者殆十數輩。
嘉靖四十二年（1563年）六月，因朱知燫所請，改封朱新𡐾為慶成長子，朱新𡐾庶長子奉國將軍朱慎鍾為慶成長孫。嘉靖四十三年（1564年），朱新𡐾去世。
隆庆二年（1568年）四月，朱知燫称年老，請求以朱慎鍾管理府事，获准，賜朱慎鍾敕书。
隆庆三年（1569年）八月，山西抚按官靳学颜等请求如礼部议，命晋、瀋二王府及庆成、永和、安宁、隰川、阳曲、西河、交城、灵丘、山阴、襄垣、怀仁等王府各自建立宗学，请儒者为师傅教督宗室子弟，明穆宗准奏。萬曆十二年（1584年），慶成宗學在汾州城西北香火寺設立。
朱知燫奏称想要捐出常祿修先人陵寢。事下工部商议，认为晉王府祿粮按例属河東運司辦納，朱知燫所捐为累年拖欠的，如果准许他的请求，必须下追征之令，惊扰百姓，应该不许。十月，穆宗同意工部的说法。
同月，朱知燫去世。穆宗輟朝一日，按例治喪葬，墓在汾州宋家里。隆庆六年（1572年）四月，朱慎鍾受册袭封。

## 家庭

### 妻妾
- 元妃王氏（1503年—1573年8月8日）[1]
- 薛氏（1522年11月4日—1596年3月3日），生朱新𡑶，朱新簺，朱新坾，萬曆時以鎮國將軍生母進封夫人[17]

### 子孫
子十四人
- 嫡長子：慶成長子→慶成悼懷王（追封）朱新𡐾
  - 庶長子：慶成榮懿王朱慎鍾
- 第二子：鎮國將軍朱新堸[1]
- 第五子：鎮國將軍朱新？，號五溪，任宗正[17]
- 庶八子：鎮國將軍朱新𡑶，號八溪，配王氏。其侄慶成榮懿王朱慎鍾非常敬重他，贈匾題為「清華」[17]
  - 第一子：輔國將軍朱慎⿰金庣，配任氏[17]
  - 第二子：輔國將軍朱慎⿰奇金，配王氏[17]
  - 第三子：朱慎⿺尤金[17]
  - 第四子：朱慎鉾[17]
  - 第五子：朱慎⿳亠？金[17][18]
  - 第六子：朱慎䥌[17][19]
  - 第一女：明陽郡君，儀賓郝應聘[17]
  - 第二女：古松郡君，儀賓劉科[17]
  - 第三女：涅陽郡君，儀賓穆天恩[17]
  - 第四女至第八女：幼[17]
- 庶十子：鎮國將軍朱新簺，配王氏[17]
  - 第一子：輔國將軍朱慎𨯶，配任氏[17]
    - 第一子：朱某，幼[17]
    - 第二子：朱某，幼[17]
    - 第一女：幼[17]
- 庶十一子：鎮國將軍朱新坾，配王氏[17]
  - 第一子：輔國將軍朱慎𨦜[17][20]
    - 第一女：幼[17]
    - 第二女：幼[17]

  - 第二子：朱某，幼[17]
  - 第三子：朱某，幼[17]

女十人，皆封縣主

## 评价
- 《弇山堂别集》卷074：好和不争，布德執義。
- [萬曆]汾州府志：性行端正，雅尚詩書，尤工行草，汾人寶重之[15]。